# Домашний (остров, губа Сайда)
Домашний — остров в Баренцевом море, в административном отношении входит в состав Александровского городского округа Мурманской области, Северо-Западный федеральный округ.

## Географическое положение
Остров Домашний расположен в южной части губы Сайды, в северо-западной части Кольского залива, юго-центральная часть Баренцева моря. Кратчайшее расстояние от материка составляет 270 м.

## Описание
Остров Домашний расположен в западном направлении от закрытого города Гаджиево и в северо-восточном направлении от нежилого посёлка Сайда Губа. Остров имеет неправильную треугольную форму вершиной, обращённой на юг. Северо-западная вершина переходит в узкий мыс, за счёт этого остров имеет сглаженную в продольном направлении S-образную форму. Длина острова составляет порядка 1,4 км и ширина 460 м в самом широком месте. Максимальная высота острова достигает 48,6 м над уровнем моря.
В 300 м к востоку от северной части острова находится безымянный островок.

## Ближайшие острова
- Остров Плоский расположен в 1,7 км в северо-восточном направлении. Остров неправильной треугольной формы, (69°16′12″с. ш. 33°18′52″в. д.)
- Остров Ягельный расположен в 2,35 км к северо-востоку, остров неправильной вытянутой формы, замыкающий в центре губу Ягельную. (69°15′59,3″с. ш. 33°19′47,6″в. д.)
- Остров Продольный расположен в 85 м к востоку от острова Домашний. Остров узкой длинной формы. (69°14′56″с. ш. 33°15′19″в. д.)
- Острова Лесные находятся в 625 м к западу от острова Домашнего, состоят из двух небольших островов между устьем бухты Лесной и необитаемым поселком Губа Сайда. (69°15′08″с. ш. 33°13′36,4″в. д.)